# Чемпіонат Європи з футболу 2012 (склади команд)/Ірландія
Склад збірної Ірландії на чемпіонаті Європи 2012
| №               | Гравець             | Клуб (у 2012)             | Дата народження | Вік      | Ігор                  | Голів                 |                       |
| Воротарі        | Воротарі            | Воротарі                  | Воротарі        | Воротарі | Воротарі              | Воротарі              | Воротарі              |
| --------------- | ------------------- | ------------------------- | --------------- | -------- | --------------------- | --------------------- | --------------------- |
| 1               | Шей Гівен           | «Астон Вілла»             | 20 квітня 1976  | 36       | 122                   | 0                     |                       |
| 16              | Кейрен Вествуд      | «Сандерленд»              | 23 жовтня 1984  | 27       | 10                    | 0                     |                       |
| 23              | Девід Форд          | «Міллволл»                | 20 грудня 1979  | 32       | 2                     | 0                     |                       |
| Захисники       |                     |                           |                 |          |                       |                       |                       |
| 2               | Шон Сент-Леджер     | «Лестер Сіті»             | 28 грудня 1984  | 27       | 27                    | 2                     |                       |
| 3               | Стівен Ворд         | «Вулвергемптон Вондерерз» | 20 серпня 1985  | 26       | 12                    | 2                     |                       |
| 4               | Джон О'Ші           | «Сандерленд»              | 30 квітня 1981  | 31       | 76                    | 1                     |                       |
| 5               | Річард Данн         | «Астон Вілла»             | 21 вересня 1979 | 32       | 73                    | 8                     |                       |
| 12              | Стівен Келлі        | «Фулгем»                  | 6 вересня 1983  | 28       | 30                    | 0                     |                       |
| 13              | Пол Макшейн         | «Галл Сіті»               | 6 січня 1986    | 29       | 27                    | 0                     |                       |
| 18              | Даррен О'Ді         | «Селтік»                  | 4 лютого 1987   | 25       | 14                    | 0                     |                       |
| Півзахисники    |                     |                           |                 |          |                       |                       |                       |
| 6               | Гленн Вілан         | «Сток Сіті»               | 13 січня 1984   | 28       | 39                    | 2                     |                       |
| 7               | Ейден Макгіді       | «Спартак» М               | 4 квітня 1986   | 26       | 49                    | 2                     |                       |
| 8               | Кейт Ендрюс         | «Вест-Бромвіч Альбіон»    | 13 вересня 1980 | 31       | 29                    | 3                     |                       |
| 11              | Дам'єн Дафф         | «Фулгем»                  | 2 березня 1979  | 33       | 97                    | 8                     |                       |
| 15              | Даррон Гібсон       | «Евертон»                 | 25 жовтня 1987  | 24       | 19                    | 1                     |                       |
| 17              | Стівен Гант         | «Вулвергемптон Вондерерз» | 1 серпня 1981   | 30       | 39                    | 1                     |                       |
| 21              | Пол Грін            | без клубу                 | 10 квітня 1983  | 29       | 11                    | 1                     |                       |
| 22              | Джеймс Макклейн     | «Сандерленд»              | 22 квітня 1989  | 23       | 2                     | 0                     |                       |
| Нападники       |                     |                           |                 |          |                       |                       |                       |
| 9               | Кевін Дойл          | «Вулвергемптон Вондерерз» | 18 вересня 1983 | 28       | 48                    | 10                    |                       |
| 10              | Роббі Кін           | «Лос-Анджелес Гелаксі»    | 8 липня 1980    | 31       | 117                   | 53                    |                       |
| 14              | Джонатан Волтерс    | «Сток Сіті»               | 20 вересня 1983 | 28       | 7                     | 1                     |                       |
| 19              | Шейн Лонг           | «Вест-Бромвіч Альбіон»    | 22 січня 1987   | 25       | 25                    | 7                     |                       |
| 20              | Саймон Кокс         | «Вест-Бромвіч Альбіон»    | 28 квітня 1987  | 25       | 12                    | 3                     |                       |
| Головний тренер |                     |                           |                 |          |                       |                       |                       |
| Італія          | Джованні Трапаттоні |                           | 17 березня 1939 | 73       | Середній вік гравців: | Середній вік гравців: | Середній вік гравців: |
|                 |                     |                           |                 |          |                       |                       |                       |

| Гравців національного чемпіонату: | Гравців національного чемпіонату: | 0    |
| Легіонерів:                       | Легіонерів:                       | 22   |
|                                   | Англія                            | 19   |
|                                   | Росія, США, Шотландія             | по 1 |
| Без клубу:                        | Без клубу:                        | 1    |